# Trasporto colloidale facilitato
Il trasporto colloidale facilitato designa un processo di trasporto per mezzo del quale le particelle colloidali servono come vettore di trasporto di diversi contaminanti della acqua di superficie (acqua marina, lacustre, fluviale, masse d'acqua potabile) e delle acque del sottosuolo circolanti nelle rocce fessurate (calcare, arenaria, granito, ...). Si può avere anche il trasporto di particelle colloidali nei suoli di superficie e nel sottosuolo, a seconda della struttura e compattazione del suolo e la dimensione delle particelle, ma l'importanza del trasporto colloidale venne presa veramente in considerazione soltanto negli anni '80. I radionuclidi, i metalli pesanti e gli inquinanti organici, assorbono facilmente i colloidi sospesi in acqua i quali possono facilmente agire come portatori di inquinanti.
Sono stati riconosciuti vari tipi: colloidi inorganici (particelle di argilla, silicati, ossi-idrossidi di ferro, ...), colloidi organici (sostanze umiche e fulviche). Quando i metalli pesanti o radionuclidi formano i loro propri colloidi puri, viene utilizzato il termine "eigencolloid" per designare le fasi pure, per es., Tc(OH)4, Th(OH)4, U(OH)4, Am(OH)3. I colloidi sono stati sospettati di aver trasportato a lungo raggio il plutonio dal Nevada Test Site. Sono stati oggetto di studi dettagliati per molti anni. Tuttavia, la mobilità dei colloidi inorganici è molto bassa nelle bentoniti compattate e nelle formazioni di argilla in profondità a causa del processo di ultrafiltrazione che accade nella membrana di argilla densa.

La questione è meno chiara per i piccoli colloidi organici, spesso mescolati nelle falde acquifere con molecole organiche effettivamente sciolte.